# Kempsenkopf
Kempsenkopf är en bergstopp i Österrike.   Den ligger i distriktet Zell am See och förbundslandet Salzburg, i den centrala delen av landet, 300 km väster om huvudstaden Wien. Toppen på Kempsenkopf är 2 737 meter över havet.
Terrängen runt Kempsenkopf är huvudsakligen mycket bergig. Närmaste större samhälle är Bruck an der Großglocknerstraße, 10,9 km nordost om Kempsenkopf. 
I omgivningarna runt Kempsenkopf växer i huvudsak blandskog. Runt Kempsenkopf är det ganska glesbefolkat, med 34 invånare per kvadratkilometer.